# Exyston sponsorius
Exyston sponsorius là một loài tò vò trong họ Ichneumonidae.